# La fi del Comte d'Urgell
La fi del Comte d'Urgell és una crònica anònima catalana, conservada fragmentàriament, que recull la història de la revolta de Jaume II d'Urgell contra Ferran d'Antequera el 1413, començant poc abans de l'inici d'aquesta i acabant amb la mort del comte i la dels seus suposats assassins.
També és anomenada Escriptura privada i podria ser escrita entre el 1466 i el 1479, durant la guerra contra Joan II. Fou considerada una falsificació del segle xvii per Giménez Soler, que l'atribuí a Monfar i Sors. L'autor sembla un burgès o jurista resident a Lleida i a Barcelona.